# Angarophyllobius
Angarophyllobius — подрод долгоносиков рода листовых долгоносиков.

## Описание
Верхняя часть тела без ярких зелёных чешуйках. Узор надкрылий пятнистый, из коричневых и светлых овальных чешуек. Если окраска однотонная: бледно-зеленоватая, розовая или грязно-белая, то передние бёдра тоньше остальных, без или с очень мелкими зубцами, чешуйки на вершине ровные или округлены, без вырезки, спинка головотрубки плоская. Иногда опушение редуцировано — надкрылья голые или с редкими белыми или розовыми чешуйками и приподнятыми волосками на боках и вдоль шва. Эдеагус сильно склеритизирован, с боковыми лопастями на вершине и мембрановыми участками за ними на вентральной стороне.